# Budapesti Tanárképző Főiskola
Budapesti Tanárképző Főiskola néven volt ismert az a felsőoktatási intézmény, amely 1975-től az egri Ho Si Minh Tanárképző Főiskola budapesti kihelyezett tagozataként működött 1983-ig, amikor is az ELTE magába olvasztotta, és annak ELTE Tanárképző Főiskolai Karaként működött tovább. A főiskolán általános iskolai felső tagozatos tanárokat képeztek.

## Története
A fővárosi általános iskolai pedagógus-utánképzés megoldására az Oktatási Minisztérium tanárképző főiskola létrehozásáról döntött. Ennek gyors megvalósítása érdekében Budapest Főváros Tanácsa úgy határozott, hogy a csepeli Bajáki Ferenc Szakközépiskolát elköltözteti, annak épületét pedig a főiskola rendelkezésére bocsátja. A főiskola szervezetileg az egri Ho Si Minh Tanárképző Főiskola budapesti kihelyezett tagozataként kezdte meg működését. 156 hallgatóval 1975. szeptember 13-án.
Az oktatás 1983 február 1-jén a Ho Si Minh Főiskola keretében megszűnt, az intézményt az Eötvös Loránd Tudományegyetem vette át, annak Általános Iskolai Tanárképző Főiskolai Karaként. Ugyanekkor költözött a főiskola a közismert VII. kerület Kazinczy utcai épületébe, amely mindmáig az intézményének ad otthont. 1989-ben a kar neve Tanárképző Főiskolai Karra változott, majd további szervezeti átalakításokat követően 2003 szeptembere óta ELTE Pedagógiai és Pszichológiai Kar néven működik a Kazinczy utcában.
A Budapesti Tanárképző Főiskola – ami valójában nem hivatalos, ám a szakmában és a köznapi nyelvben is használt elnevezése volt az intézménynek – az ELTE-be való integrációt, de különösen a főiskolai képzést egyetemire változtató átalakulást követően lassan kikopott, ugyanakkor életrajzokban a végzettség vagy a munkahely jelölésére ma is használt név.

## Kiadványai
Az Eötvös Loránd Tudományegyetem Általános Iskolai Tanárképző Főiskolai Kar 1986-tól 1992-ig Tanárképzés és tudomány címmel nevelési-oktatási szakfolyóiratot jelentetett meg, szerkesztője Hajdú Péter volt.